# العلاقات الفلسطينية الليبية
العلاقات الفلسطينية الليبية هي العلاقة الثنائية بين دولة فلسطين و‌ليبيا. لفلسطين سفارة في طرابلس وقنصلية في بنغازي. كلا البلدين عضوان في جامعة الدول العربية و‌منظمة التعاون الإسلامي و‌حركة عدم الانحياز.

## التاريخ
شارك بعض المقاتلين الليبيين في حرب فلسطين عام 1948 تحت قيادة القوات المصرية والعراقية.
في نوفمبر 1972، زعمت الحكومة الأردنية أنها أحبطت محاولة انقلاب على صلة بليبيا. كما زعمت أنه لو كانت ناجحة، لكانت دولة أردنية-فلسطينية مشتركة ستنشأ، وكان الفدائيين الفلسطينيين، الذين طردتهم القوات الملكية، سيعودون.
انعكست التوترات بين منظمة التحرير الفلسطينية وليبيا في عام 1982، عندما قدم القذافي القليل من الدعم العسكري للفلسطينيين في لبنان خلال أول مواجهة عسكرية كبرى مع الجيش الإسرائيلي. وكدليل على تفانيها في القضية الفلسطينية، أفادت التقارير أن ليبيا خصصت 4 ملايين دولار شهريًا كمساعدة للانتفاضة التي بدأت عام 1987.
في أغسطس 1988، أعلن القذافي دعمه لتشكيل حكومة فلسطينية في المنفى، مقترحا أن تكون بلاده قاعدة لمثل هذه الحكومة عندما تقرر منظمة التحرير تشكيلها. غير أنه سرعان ما غير موقفه، ربما خوفا من أن يؤدي تشكيل حكومة فلسطينية في المنفى أو حكومة مؤقتة إلى إجراء مفاوضات سرية مع إسرائيل. تحت ضغط من الجزائر وتونس، وافق القذافي على الاعتراف بدولة فلسطين في 15 نوفمبر، شريطة أن تكون حدودها هي نفسها تحت الانتداب البريطاني.
في أعقاب حرب غزة عام 2008 عرضت إسرائيل على ليبيا أن تكون وسيطًا محتملًا بين الفلسطينيين والإسرائيليين لتحقيق السلام، فتوجهت دعد شرعب بتكليف من القذافي إلى تل أبيب سرًا على متن طائرة إسرائيلية من العاصمة عمان إلى تل أبيب والتقت بالرئيس الإسرائيلي شمعون بيريز، لكن الجهود فشلت لاحقًا وبذلك لم تسفر هذه المبادرة عن أي شيء.
اعترفت فلسطين بالحكومة الليبية الجديدة بعد سقوط نظام القذافي في 23 أغسطس 2011.
في 22 أغسطس 2022، قررت وزارة التعليم العالي والبحث العلمي في حكومة الوحدة الوطنية الليبية معاملة الطالب الفلسطيني أسوةً بالطالب الليبي في الجامعات الليبية.
في سبتمبر 2023، تعرضت مدينة درنة شرق ليبيا لعاصفة دانيال؛ مما أدى إلى كارثة في المدينة بعد انهيار السد فيها. أرسلت فلسطين فريقها للتدخل والاستجابة العاجلة والذي يتكون من أفراد متخصصين من وزارة الصحة والدفاع المدني والهلال الأحمر.
في أكتوبر 2023، بدأت الحكومة الليبية بصرف معاش أساسي للفلسطينيين من ذوي الإعاقة والأرامل والمطلقات والمقيمين في ليبيا.
في يونيو 2024، أعلنت الحكومة الليبية استثناء مواطني فلسطين من رسوم التأشيرة والإقامة.
في 13 يناير 2025، سلّم محمد رحال نسخة من أوراق اعتماده سفيرًا مفوضًا وفوق العادة لدولة فلسطين إلى مُسير وزارة الخارجية والتعاون الليبي الطاهر الباعور، ولاحقًا في 1 فبراير 2025، سلّم نسخة منها إلى محمد المنفي رئيس المجلس الرئاسي. يُشار إلى أن محمد رحال قد شغل منصب القائم بأعمال السفير بين عامي 2015 و2025.

### أزمة وزيرة الخارجية
كشفت الخارجية الإسرائيلية في بيانٍ لها يوم 27 أغسطس 2023 عن عقدِ اجتماعٍ وصفته بـ «السرّي» بين وزير الخارجية الإسرائيلي إيلي كوهين ونجلاء المنقوش وزيرة الخارجية الليبية في العاصمة الإيطالية روما قبل أسبوع رغم عدم وجود علاقات دبلوماسية بين البلدين أساسًا. تسبَّب البيان الإسرائيلي في خلقِ جدلٍ كبيرٍ داخل ليبيا وفي حصول ردود فعل ملحوظة، فعلى الرغم من محاولة وزارة الخارجية الليبية الدفاع عن ممثلتها حين سارعت بنشر بيانٍ توضيحي عقبَ البيان الإسرائيلي أكّدت فيه رفضَ المنقوش عقد لقاءات مع أي طرف ممثلٍ للكيان الإسرائيلي وفقا لنهج الحكومة، معترفةً في الوقتِ ذاته أنّ ما حدث في روما كان «لقاءً عارضًا غير رسمي وغير معد مسبقًا» ولم يتضمّن أي مباحثات أو اتفاقات، إلّا أن الأمور تطوَّرت سريعًا حينما خرجت احتجاجاتٌ نظّمها مئاتُ الليبيين في العاصمة طرابلس وفي مناطق أخرى ضدّ المنقوش ما دفعَ رئيس حكومة الوحدة الوطنية عبد الحميد الدبيبة إلى إيقافِ الوزيرة عن العمل قبل أن يُحيلها للتحقيق، ومع ذلك فقد استمرَّت الاحتجاجات الليليّة رفضًا لأيّ محاولة تطبيع وتنديدًا بتصرّف المنقوش التي أدرجها جهاز الأمن الداخلي الليبي ضمنَ قائمة الممنوعين من السفر لحين امتثالها للتحقيقات وسطَ أنباء عن فرارها إلى تركيا «خوفًا على سلامتها».
لاحقًا أعلن رئيس حكومة الوحدة الوطنية عبد الحميد الدبيبة من مقر السفارة الفلسطينية في طرابلس عن إقالة وزيرة الخارجية من منصبها.